# Pólipo cervical
Um pólipo cervical é um crescimento no interior do canal cervical, parte do útero. Geralmente não apresenta sintomas; embora, ocasionalmente, possa apresentar sangramento vaginal após relação sexual ou corrimento vaginal. Complicações raras podem incluir infertilidade e podem estar associadas a pólipos endometriais.
Sua causa é desconhecida. Fatores de risco incluem múltiplos partos anteriores ou infecções sexualmente transmissíveis. Eles tendem a ocorrer como um crescimento único e medem menos de um centímetro; embora, em casos raros, poderem ser muito maiores.  Sua cor pode variar do cinza ao vermelho. A maioria não é grave; embora 0,2% a 1,5% sejam pré-cancerosos ou cancerosos, o que é mais comum de ocorrer após a menopausa. A suspeita de diagnóstico é feita baseada no exame especular e confirmado pelo exame histológico.
Em casos assintomáticos pode não ser necessário tratamento específico. Caso haja suspeita de risco de câncer ou algum sintoma, a remoção é recomendada. Eventualmente, a remoção pode ser realizada torcendo-o com uma pinça. Os resultados a longo prazo são geralmente bons. Eles podem voltar a ocorrer mesmo após a remoção. Pólipos cervicais são comuns, e afetam de 2 a 5% das mulheres. Eles costumam ocorrer principalmente naquelas com mais de 40 anos.